# Нововоронцовська районна рада
Нововоронцовська райо́нна ра́да — районна рада Нововоронцовського району Херсонської області. Адміністративний центр — смт Нововоронцовка.

## Склад ради
Загальний склад ради: 26 депутатів.

### Голова
Басараб Станіслав Федорович (нар. 1959) — голова Нововоронцовської районної ради від 31 жовтня 2010 року.

#### Голови районної ради (з 2006 року)
| ПІБ                         | Основні відомості                                                               | Дата обрання | Дата звільнення |
| --------------------------- | ------------------------------------------------------------------------------- | ------------ | --------------- |
| Іванів Микола Дмитрович     | Голова районної ради, 1951 року народження                                      | 26.03.2006   | 31.10.2010      |
| Басараб Станіслав Федорович | Голова районної ради, 1959 року народження, освіта вища, член «Партії регіонів» | 31.10.2010   |                 |

Примітка: таблиця складена за даними джерела